# Mathou
Mathou (* 30. März 1950 in Bleidenstadt als Rainer Matuschek; † 26. November 2010 in Berlin) war ein deutscher Songschreiber und Sänger.

## Leben und Wirken
In den 1980er Jahren arbeitete er mit Michael Holm und Chris Norman zusammen. 1993 wurde er durch seinen Titelsong You Never Walk Alone für die ZDF-Fernsehserie Freunde fürs Leben bekannt, der eine Woche lang Platz 16 der deutschen Charts belegte. Er widmete das Stück seinen drei Söhnen. Im selben Jahr wurde der Song als erfolgreichste Fernsehmelodie ausgezeichnet.
Mathou, der für das deutsche Fernsehen noch andere Titelmelodien komponierte, nahm in Los Angeles mit der Soul- und Disco-Sängerin Thelma Houston das Duett Keep the Candle Burning auf, das aber die Charts nicht erreichte. Danach ging er mit Houston auf Tournee. Spätere CD-Veröffentlichungen von Mathou waren ebenfalls keine kommerziellen Erfolge – der Künstler blieb ein One-Hit-Wonder.
1974 gründete Mathou einen Kunstverlag, mit dem er das Ziel verfolgte, Texte, Bilder und Musik zusammenzuführen. Seine Kunstmappe West Side Story entstand in Zusammenarbeit mit Leonard Bernstein. Mathou starb im November 2010 nach kurzer schwerer Krankheit.